# Wyssunsk
Wyssunsk (ukrainisch Висунськ; russisch Висунск Wissunsk) ist ein Dorf im Osten der ukrainischen Oblast Mykolajiw mit etwa 1790 Einwohnern (2023).

## Beschreibung
Das 1767 von Haidamaken und flüchtigen Bauern aus nördlich liegenden Regionen der Ukraine gegründete Dorf liegt am Ufer des Wyssun, einem 195 km langen, rechten Nebenfluss des Inhulez, 10 km südlich vom ehemaligen Rajonzentrum Beresnehuwate und 85 km nordöstlich vom Oblastzentrum Mykolajiw.
Durch Wyssunk verläuft die Territorialstraße T–15–08. Im Süden und Westen vom Dorf verläuft die Regionalstraße P–81.
Am 12. Juni 2020 wurde das Dorf ein Teil der Siedlungsgemeinde Beresnehuwate; bis dahin bildete es zusammen mit den Dörfern Jakowliwka (Яковлівка), Ljubomyriwka (Любомирівка), Odradne (Одрадне), Pryschyb (Пришиб), Semeniwka (Семенівка), Wassyliwka (Василівка) und Wesselyj Kut (Веселий Кут) die Landgemeinde Wyssunsk (Висунська сільська громада/Wyssunska silska hromada) bzw. bis zum 6. August 2018 zusammen mit den Dörfern Odradne, Pryschyb, Semeniwka und Wassyliwka die Landratgemeinde Wyssunsk im Süden des Rajons Beresnehuwate.
Seit dem 17. Juli 2020 ist es ein Teil des Rajons Baschtanka.